# るべしべユースホステル
るべしべユースホステルは日本ユースホステル協会に加盟している北海道のユースホステル。

## 概要
長期休館中となっているが、実質閉館状態となっている。
旧称『ルベシベホステル』『ルベシベユースホステル』。

## 設備
- 個人や小グループに適している
- 団体の利用に適している
- 家族やグループで一室利用可
- 駐車場あり
- 駐輪場あり
- 洗濯機あり
- 乾燥機あり
- 荷物預かりあり
- 全館禁煙
- 周辺にスポーツ施設あり
- 周辺に温泉あり

## 休館
- 当分の間、長期休業中（参照）。

## アクセス
- JR北海道石北本線『留辺蘂駅』下車、徒歩12分。